# Blurt
Blurt is een groep rond dichter, saxofonist en poppentheaterspeler Ted Milton, opgericht in 1979 in Stroud, Gloucestershire.
Ted Miltons broer Jake Milton, voorheen lid van de psychedelische rockband Quintessence, speelde op drums en Peter Creese op gitaar. Na drie albums verlaat Creese de band en wordt vervangen door Steve Eagles, vroeger gitarist bij Satans Rats en The Photos. Kort nadien verlaat ook Jake Milton de groep en wordt vervangen door Paul Wigens, met een korte interim op drums door Nic Murcott. Eagles werd vervangen door Chris Vine als gitarist van 1990 tot 1994.  The laatste drummer in de band is Bob Leith, ook op drums in The Cardiacs.
Blurts composities zijn gebaseerd rond repetitieve, minimalistische gitaar- en/of saxofoonfrasen met intense, strakke drums, waarover Ted Milton zijn teksten oreert in een scala van "stemmen" of "typetjes" die zijn achtergrond als poppentheatermaker verraden. Het resulterende effect is hypnotiserend, fascinerend en bij momenten zelfs "unheimlich".
Blurt heeft een sterke live reputatie dankzij onder andere de bijzondere theatrale talenten van Ted Milton.

## Discografie
- My Mother Was A Friend Of An Enemy Of The People / Get (7") 		Test Pressings  	1980
- In Berlin (LP) 		Armageddon  	1981
- The Fish Needs A Bike (7") 		Armageddon  	1981
- 13 Febr. 1982 (7") 		Big Balumbas in Burundi  	1982
- Blurt (LP) 		Red Flame  	1982
- The Ruminant Plinth / Spill The Beans (12") 		Red Flame  	1983
- Bullets For You (LP) 		Divine  	1984
- White Line Fever (12") 		Another Side  	1984
- Friday The 12th (LP) 		Another Side  	1985
- Poppycock (LP) 		Toeblock  	1986
- Smoke Time (LP) 		Toeblock, Line Records  	1987
- The Body That They Built To Fit The Car (12") 		Toeblock, Line Records  	1987
- Kenny Rogers Greatest Hit (LP) 		Visa  	1989
- Kenny Rogers Greatest Hit (Take 2) (LP) 		Toeblock  	1989
- Pagan Strings (LP) 		Toeblock  	1992
- Magic Moments (cd) 		Bahia Music  	1994
- Celebrating The Bespoke Cell Of Little Ease (cd) 		Bahia Music  	1999
- The Best Of Blurt - Volume 1 - The Fish Needs A Bike (cd) 		Salamander (2)  	2003
- The Best Of Blurt - Volume 2 - The Body That They Built To Fit The Car (cd) 		Salamander (2)  	2006
- Blurt - The Factory Recordings (cd) 	LTM Recordings     2008
- Cut It (cd) 	LTM Recordings     2010

## Nummers verschenen op
- A Factory Quartet (2xLP) 	Puppeteer, Dyslexia Rules K.O., Some Come, Benighted 	Factory  	1980
- Audio Visual (LP) 	Gravespit (Live) 	Sweatbox  	1985
- Hits $ Corruption (LP) 	Poppycock 	Hits $ Corruption  	1986
- Q.E.D. (2xLP + 7") 	Man To Fly 	N.L. Centrum  	1988
- Rough Trade Shops - Post Punk 01 (2xcd) 	The Fish Needs A Bike 	Mute Records Ltd.  	2003